# Винхеринг
Винхеринг (њем. Winhöring) општина је у њемачкој савезној држави Баварска. Једно је од 24 општинска средишта округа Алтетинг. Према процјени из 2010. у општини је живјело 4.736 становника. Посједује регионалну шифру (AGS) 9171137.

## Географски и демографски подаци
Винхеринг се налази у савезној држави Баварска у округу Алтетинг. Општина се налази на надморској висини од 374 метра. Површина општине износи 24,6 km². У самом мјесту је, према процјени из 2010. године, живјело 4.736 становника. Просјечна густина становништва износи 193 становника/km².